# Amar Ghoul
Amar Ghoul (عمار غول), né le 21 février 1961 à Aïn Defla en Algérie, est un homme politique algérien. Il fut notamment ministre des Transports et sénateur.
Dans le contexte des manifestations de 2019 en Algérie, il est arrêté pour corruption et a été condamné à des peines d'emprisonnement.

## Biographie

### Parcours politique
Amar Ghoul est né dans la wilaya de Ain Defla. Il obtient son baccalauréat, série mathématiques, au lycée de Miliana en 1980. En 1986, il occupe le poste d'ingénieur d'État en Génie civil à Rouïba. Il continue ses études et obtient un DEA en génie nucléaire. En 1989, il part pour la France où il obtient en 1991 un doctorat en génie nucléaire. En 1998, il est diplômé à Oran où il est fait docteur d'État en génie mécanique.
Sur le plan politique, il est élu en 2002 et 2012 député à l'Assemblée populaire nationale pour le parti islamiste MSP mais il ne siégera jamais, appelé à chaque fois à un poste gouvernemental.
Il a fait partie de quatorze gouvernements en tant que ministre de la Pêche de 1999 à 2002 puis comme ministre des Travaux publics de 2002 à 2013.
En 2012, il quitte le MSP, pour créer le parti R E A (Rassemblement de l'Espoir de l'Algérie). Ce parti veut rassembler islamistes, nationalistes et démocrates et a pour références: l’islam, l’arabité, l’amazighité, la déclaration du 1er novembre 1954, la constitution, le patrimoine culturel du peuple algérien, les valeurs et les expériences humaines.
Le 11 septembre 2013, Amar Ghoul est désigné par le président Bouteflika ministre des Transports, poste auquel il est reconduit lors du remaniement ministeriel de mai 2014.
Du 14 mai 2015 au 11 juin 2016, il est ministre de l'Aménagement du territoire, du Tourisme et de l'Artisanat,.
En juin 2016, il est nommé sénateur, succédant à Mustapha Cheloufi.
En mars 2019, il fait nommer son frère, Abdelkader Ghoul, directeur de l’Environnement de la wilaya de Tipaza.

### Condamnations
Le 26 mai 2019, dans le contexte des manifestations de 2019 en Algérie, il est renvoyé devant la Cour suprême. Le 18 juillet suivant, il est placé sous mandat de dépôt à la prison d'El-Harrach dans le cadre d'enquêtes liées à des affaires de corruption. Le 1er juillet 2020 dans le cadre de l'affaire Haddad le tribunal de Sidi M'Hamed, il est condamné à 10 ans d'emprisonnement pour corruption.
Dans l'affaire Tahkout il a été condamné à trois ans d'emprisonnement, peine ramenée à 18 mois avec sursis en appel.
Le 4 janvier 2021, poursuivi dans des affaires de corruption dans le secteur du tourisme à Skikda, il est condamné à trois ans de prison. 
En 2022, ses biens sont confisqués.
Accusé de « dilapidation de deniers publics, de corruption et d'attribution d'indus avantages » dans une affaire liée à la construction d'une pénétrante de l'autoroute Est-Ouest, il est condamné à 4 ans de prison en mars 2022. 
En décembre 2022, il est condamné à quatre ans de prison pour, notamment, « dilapidation de deniers publics, abus de fonction et octroi d'indus privilèges lors de conclusion de marchés publics ».

### Fonctions politiques
- 1997-1999 ; élu député de la wilaya de Aïn Defla sur la liste MSP de Mahfoud Nahnah.
- 1999-2002 : Ministre de la Pêche et des Ressources halieutiques
- 2002 : Élu député de la wilaya d'Aïn Defla sur la liste MSP
- 2002-2013 : Ministre des Travaux publics
- 2012 : Élu député de la wilaya d'Alger sur la liste de l'Alliance Verte
- 2013 : Ministre des Transports
- 2015 : Ministre de l'Aménagement du territoire, du Tourisme et de l'Artisanat.